# James P. Goodrich
James Putnam Goodrich, född 18 februari 1864 i Winchester, Indiana, död där 15 augusti 1940, var en amerikansk republikansk politiker. Han var Indianas guvernör 1917–1921.
Goodrich studerade juridik, arbetade som advokat och var en framgångsrik affärsman. Han var ordförande för republikanerna i Indiana 1901–1910.
Goodrich besegrade John A.M. Adair i guvernörsvalet 1916 och efterträdde 1917 Samuel M. Ralston som guvernör. År 1921 efterträddes han sedan av Warren T. McCray.